# Kiermuszyny Wielkie
Kiermuszyny Wielkie – osada w Polsce położona w województwie warmińsko-mazurskim, w powiecie gołdapskim, w gminie Banie Mazurskie.
W latach 1975–1998 miejscowość należała administracyjnie do województwa suwalskiego.
W miejscowości brak zabudowy.